# Walk on Water (альбом UFO)
Walk on Water — четырнадцатый студийный альбом британской рок-группы UFO, выпущенный в 1995 году.
В июне 1993 года произошло объединение «классического» состава UFO конца 70-х Могг-Шенкер-Уэй-Рэймонд-Паркер. А в 1995 году был выпущен альбом. Для продюсирования альбома UFO пригласили Рона Невисона, который работал с группой на таких альбомах, как Lights Out, Obsession и Strangers in the Night (альбом UFO). Полу Рэймонду не удалось принять полноценного участия в создании альбома, в связи с болезнью и смертью своего отца.
В альбом были включены перезаписанные версии песен «Lights Out», с одноименного альбома, и «Doctor Doctor», с альбома Phenomenon.
Альбом был переиздан в Европе в 1997 году с тремя бонус-треками, которые были взяты из проектов музыкантов UFO: MSG, Mogg/Way и The Paul Raymond Project.

## Список композиций
Все песни написаны Филом Моггом и Михаэлем Шенкером, если не указано иное.
| №                   | Название                        | Автор(ы)                       | Длительность |
| ------------------- | ------------------------------- | ------------------------------ | ------------ |
| 1.                  | «A Self Made Man»               |                                | 6:26         |
| 2.                  | «Venus»                         |                                | 5:21         |
| 3.                  | «Pushed to the Limit»           |                                | 3:51         |
| 4.                  | «Stopped by a Bullet (Of Love)» |                                | 4:37         |
| 5.                  | «Darker Days»                   |                                | 5:38         |
| 6.                  | «Running on Empty»              |                                | 5:12         |
| 7.                  | «Knock, Knock»                  | Могг, Пит Уэй                  | 4:22         |
| 8.                  | «Dreaming of Summer»            |                                | 7:04         |
| 9.                  | «Doctor Doctor» (новая версия)  |                                | 4:28         |
| 10.                 | «Lights Out» (новая версия)     | Могг, Шенкер, Уэй, Энди Паркер | 5:10         |
| Общая длительность: | Общая длительность:             | Общая длительность:            | 52:09        |

| №                   | Название            | Автор(ы)            | Группа                   | Длительность |
| ------------------- | ------------------- | ------------------- | ------------------------ | ------------ |
| 11.                 | «Fortune Town»      | Могг, Уэй           | Mogg/Way                 | 4:18         |
| 12.                 | «I Will Be There»   | Шенкер, Лейф Сандин | MSG                      | 5:02         |
| 13.                 | «Public Enemy #1»   | Пол Рэймонд         | The Paul Raymond Project | 3:18         |
| Общая длительность: | Общая длительность: | Общая длительность: | Общая длительность:      | 64:47        |

## Участники записи

### UFO
- Фил Могг — вокал
- Михаэль Шенкер — соло-гитара
- Пол Рэймонд — клавишные, ритм-гитара
- Пит Уэй — бас-гитара
- Энди Паркер — ударные

### Продюсер
- Рон Невисон

### Приглашенные музыканты
- Марк Филлипс — бэк-вокал